# 조지 오토 가이
조지 오토 가이(George Otto Gey, 1899년 7월 6일 – 1970년 11월 8일)는 헨리에타 랙스의 자궁경부 종양에서 헬라 세포주를 증식시킨 것으로 알려진 존스 홉킨스 병원의 세포생물학자였다. 존스 홉킨스 의과대학 및 병원에서 35년 넘게 수많은 과학적 혁신을 개발했다.

## 경력
1933년에 홉킨스를 졸업한 후 가이는 즉시 존스 홉킨스 의과대학에서 37년 동안 교사 생활을 시작했다.
1951년에 가이의 연구 조교인 메리 쿠비체크는 외과 의사가 헨리타 랙스라는 여성에게서 발견한 자궁경부 종양에서 세포를 분리했다. 이들 세포는 가이가 개발한 기술인 롤러 드럼을 사용하여 지속적으로 교반되는 배양 배지에서 성장할 수 있다는 점에서 매우 특이한 것으로 입증되었다. 자라는 데 유리 표면이 필요하지 않았기 때문에 공간 제한이 없었다. 가이는 자신이 헬라 세포라고 부르는 이 세포의 수명과 견고함을 깨닫고 이를 전 세계의 과학자들과 공유하기 시작했으며 헬라 세포주의 사용이 널리 퍼졌다. 이 세포는 소아마비 백신 개발에 사용되었고, 최초의 인간 세포 복제가 가능해졌으며, 인간이 46개의 염색체를 가지고 있다는 사실을 발견하는 데 도움이 되었고, 체외 수정 개발에도 사용되었다. 가이가 세포주 개발에 대한 공로를 주장하는 짧은 요약을 발표했을 때, 세포는 이미 전 세계 과학자들에 의해 사용되고 있었다.
헬라 세포주의 비정상적인 성장 능력으로 인해 1966년 스탠리 가틀러가 발견한 것처럼 많은 세포 배양이 오염되고 수년간의 연구도 망쳐졌다. 밝혀진 바와 같이 세포는 먼지 입자 위에 떠 있을 수 있고 다른 곳으로 옮겨질 수 있었다. 씻지 않은 손이나 사용한 피펫은 결국 다른 세포 배양에 들어가게 된다. 세포가 매우 광범위하게 퍼져 있었기 때문에 단 하나의 세포만으로도 배양물을 완전히 탈취할 수 있었다.